# Sebők György (labdarúgó, 1948)
Sebők György (Mórahalom, 1948. augusztus 24. – Szolnok, 2022. június 21.) bajnoki bronzérmes magyar labdarúgó, hátvéd, edző.

## Pályafutása
A Szolnoki MTE nevelése. 1968-ban, a katonaideje alatt a Kaposvári Táncsics játékosa lett.
1972-ben szerződött Szolnokról a Rába ETO csapatához. 1972 és 1975 között volt a győri együttes labdarúgója. Az élvonalban 1972. szeptember 17-én mutatkozott be a Szegedi EOL ellen, ahol csapata 4–1-es győzelmet aratott. Három sikeres szezon után visszaszerződött a másodosztályú Szolnoki MTE-hez. Összesen 85 élvonalbeli bajnoki mérkőzésen szerepelt és két gólt szerzett.

## Sikerei, díjai
- Magyar bajnokság
  - 3.: 1973–74